# Los Alcázares
Los Alcázares er en by og kommune i det sydøstlige Spanien i Murcia-regionen. Den har et indbyggertal på 19.506 (2024) indbyggere.